# María Ana Sanz Huarte
María Ana Sanz Huarte (Irañeta, Navarra, 29 de abril de 1868-Pamplona, 25 de mayo de 1936) fue profesora desde 1901 y directora de la Escuela Normal de Maestras de Navarra de 1906 a 1931. Pedagoga y escritora, desarrolló una intensa actividad profesional en la formación de futuras maestras, en iniciativas de extensión cultural, como la Fiesta del libro, Veladas literarias y musicales -en las que era activa participante-, colonias escolares, conferencias, publicaciones, con un compromiso personal en el cuidado de la infancia vulnerable y formando parte de diferentes organismos oficiales.

## Reseña biográfica
Era la quinta hija, entre siete hermanos, de Mercedes Huarte Callís, directora de las aulas de niñas del Colegio Huarte Hermanos, y de Mariano Sanz Tarazona, artista, profesor y director de la Escuela municipal de Dibujo de Pamplona, nació en Irañeta, valle de Araquil (Navarra) el 29 de abril de 1868. 
Cursó la enseñanza primaria en el Colegio Huarte, y la carrera de magisterio, el grado elemental y el grado superior en la Escuela Normal de Navarra con título expedido el 25 de febrero de 1890. Se prepara para los exámenes del Grado Normal en Madrid, a los que se presenta en la Escuela Normal Central de Maestras en el mes de octubre de 1890, ante un tribunal presidido por la directora del centro, Carmen Rojo Herráiz. Obtiene, como en ocasiones anteriores, la calificación de sobresaliente. La tradición educadora familiar despertó en ella una vocación que marcaría toda su trayectoria vital. En Zaragoza y Madrid entró en contacto con movimientos renovadores en la educación como  la Institución Libre de Enseñanza.
Casada con Teodoro Navaz Huici, perito agrícola y técnico del Departamento de Obras del Ayuntamiento de Pamplona, fue madre de cinco hijos y de cinco hijas que hicieron la carrera de magisterio. De ellas, Mercedes estudió en la Escuela de Estudios Superiores del Magisterio, en la sección de Letras de 1914 a 1917, alojándose el último curso en la Residencia de Señoritas; fue después profesora de Escuela Normal. Y Amelia, realizó prácticas en escuelas de Madrid durante el curso 1928-1929, viviendo en la Residencia Universitaria Teresiana; en 1933 aprueba el Cursillo de Selección profesional de maestras y maestros.

## Actividad profesional
María Ana Sanz de estrena en la enseñanza como profesora de la Academia preparatoria para alumnas de la Escuela Normal, que funcionaba en el Colegio dirigido por su madre, Mercedes Huarte, en la calle Nueva, 20 de Pamplona.
Con treinta y tres años, en las oposiciones de acceso a profesoras de Escuelas Normales, celebradas en 1901, gana una de las diecisiete plazas de la sección de Letras con destino en la Escuela Normal Elemental de Navarra. Desde 1906 fue la directora de ese centro, elevado en 1911 a Escuela Normal Superior, y confirmada como profesora del mismo. Con ocasión del nombramiento de directora, se publica un artículo en la prensa local destacando su faceta de escritora y de feminista: «Esta brillante escritora navarra es una de las más grandes defensoras que en la prensa tiene en estos tiempos en España el Feminismo cristiano. […] Pide para la mujer un sitio en el campo de las conquistas de la civilización».
En junio de 1931 fue ratificada en el desempeño de las funciones de dirección, a propuesta del Claustro de la Escuela, aunque pocos meses después, cuando se unifican las Escuelas Normales de Maestras y Maestros, recibe el cese. En 1934 es nombrada vicedirectora de esa Escuela Normal unida.
Un cuarto de siglo al frente del centro en el que impulsa reformas en el plan de estudios e incorpora medios pedagógicos dirigidos a la mejora de la formación de las futuras maestras y de su quehacer en las aulas.

## Otras actividades educativas y sociales
Muchas de las iniciativas que puso en marcha, o en las que participaba, tenían una dimensión claramente social; instituciones complementarias a la escuela que daban respuesta a situaciones necesitadas de respuestas que fueran más allá de la atención pedagógica escolar. Con voluntad y con ideales desplegó un conjunto de recursos alternativos que completaban la labor en las aulas. De ahí el reconocimiento logrado a su visible compromiso con la educación y con la asistencia social.
Ejemplos de esta participación activa en numerosas actividades fue proponer en 1907 a la Junta Provincial de Instrucción Pública la instalación de Cantinas escolares y formar parte de la comisión encargada de organizarlas, y un año después se inauguraba la primera; en 1913 nuevas Cantinas en San Francisco, con la ayuda del maestro Juan Espinal, y en calle Compañía de Pamplona. Inició una Escuela del Hogar, nacida en el seno de la Asociación de Antiguas Alumnas de la Escuela Normal de Maestras, con el propósito de impartir asignaturas relacionadas con el hogar y su mantenimiento, así como de la promoción de las obreras que trabajaban en la pequeña industria pamplonesa; la mutualidad escolar San Francisco Javier inaugurada en 1921; la celebración de las fiestas del Día del Libro, los viajes de estudio con las alumnas, desde 1913 las colonias escolares para que niñas y niños pudieran disfrutar de un periodo vacacional; en 1925 un Ropero Escolar en la Escuela aneja de la Normal. Gestionaba y conseguía siempre la implicación institucional y económica para el sostenimiento de estas actividades.
Había formado parte en 1902 del grupo de representantes de los organismos de enseñanza de Navarra en el Festival Académico celebrado en Madrid el 24 de mayo con motivo de la mayoría de edad de Alfonso XIII. En 1908 asistió, en representación de la Escuela Normal, al Congreso Nacional Pedagógico de Zaragoza, siendo una de las vicepresidentas del mismo; participa en los debates, por ejemplo, sobre la formación de los maestros, tema expuesto por el director de la Escuela Normal de Alicante Juan Macho Moreno, y al que María Ana Sanz aporta «un brillantísimo trabajo lleno de observaciones nacidas al calor de la experimentación”; un Informe sobre las Normales, en el que describe las carencias que sufren, propone un elenco de cambios, y termina con una frase de aliento: «No es venturoso el aspecto que ofrecen nuestros institutos docentes; el mal, no obstante, es remediable si tenemos un ideal y fe para alcanzarlo». En el tema relativo a la Inspección escolar, apoya la creación de Inspecciones para maestras, confiando esta función a las profesoras de las Normales. El mismo año en que, con motivo del centenario del nacimiento de Concepción Arenal, pronunció un discurso en la Cárcel de Pamplona ensalzando ante los presos, la figura de esta socióloga y los beneficios que causaba el visitar las prisiones de mujeres.
En 1918 forma parte del Comité que promueve un homenaje en memoria del literato Francisco Navarro Villoslada, en el primer centenario de su nacimiento, firmando el comunicado que publican para difundirlo. En octubre de 1923, tres meses después de la muerte del pedagogo Andrés Manjón, organiza una velada de homenaje para «rendir justísimo homenaje a los extraordinarios merecimientos”. Y se unirá también, entre otros, al de la profesora de la Escuela Normal Central Concepción Saiz Otero, y al del director de Escuelas de niños, maestro Félix Serrano.
Junto con María de Maeztu y Julia Fernández Zabaleta participó en 1920 en el II Congreso General de Estudios Vascos organizado por la Sociedad de Estudios Vascos y celebrado en Pamplona del 18 al 25 de julio de 1920. María Ana pronunció una conferencia sobre «La enseñanza de la mujer y sus especializaciones» donde trató un tema relevante pues afectaba a los cambios iniciados en la condición social de las mujeres. En ella se refirió a «la actuación de la mujer en las profesiones liberales» afirmando que había de buscarse «una fórmula que, dejando a salvo los intereses de la especie, vinculados a la madre en el hogar, ofrezca a la vez libertades y derechos, recursos y garantías para la vida autónoma de la mujer». Reclamó para la población femenina las mismas oportunidades de estudio que tenía la masculina. En este mismo Congreso intervino María de Maeztu con el tema «Organización de la enseñanza primaria».
En 1924 participa en el Congreso Nacional de Educación Católica celebrado en Madrid con dos intervenciones; una sobre La educación primaria en la familia, y otra sobre Organización especial de las escuelas normales de maestras. Escuela Normal de Navarra.
Mujer inquieta, incansable, dispuesta a colaborar con quienes se movían en el mismo marco de finalidades, va a unirse en 1920 a la asociación de Cooperadoras Técnicas de la Institución Teresiana, participando activamente en las Asambleas que celebraron, en 1922 en San Sebastián, con la ponencia Colaboración padres-escuelas; en 1925 en Burgos e inscribiéndose en la de 1929 que tuvo lugar en Sevilla.

## Conferenciante
Son numerosas las conferencias pronunciadas sobre temas educativos, cuestiones históricas o asuntos de actualidad relacionados, sobre todo, con la enseñanza. Para inaugurar la Feria del Libro promovida por el Ateneo de Pamplona eligió como tema de la conferencia impartida, «Comentario de libros pedagógicos». En la Velada literaria musical, celebrada en la Escuela Normal Navarra en febrero de 1910, habló sobre «Teatro de los niños».
En el ciclo de conferencias organizadas por el Colegio Médico de Navarra en 1922, eligió una vez más el tema de la situación social de las mujeres como tema de su intervención, subrayando «la desigualdad e injusticia […] en que se halla bajo los diferentes puntos de vista». Y en 1926 en el Ateneo Navarro de Bilbao sobre la Historia de Navarra.
Destacó igualmente su labor en diferentes instituciones y organismos, como la Asociación para la Instrucción de la Mujer, socia del Ateneo de Navarra, del Consejo Provincial de Primera Enseñanza, de la Cruz Roja, de la Junta de Protección a la Infancia o vocal del Tribunal del Menor de Pamplona.
Entusiasta de su tierra y de la ciudad donde desarrolló su actividad profesional, su trabajo constante gozó siempre de reconocimiento. Ya en 1907 se le otorga un premio en un Certamen científico, artístico y literario, a una «escritora correctísima y de grandes bríos cuyos brillantes artículos publicados en El Eco han sido objeto de unánimes aplausos». En noviembre de 1919, cuando pide la dimisión de su cargo de Directora, la reacción de la ciudad, de sus autoridades y de diferentes organismos, hace que el Rector de la Universidad de Zaragoza la tramite indicando al director general de Primera Enseñanza que «Este Rectorado ignora el fundamento de esta dimisión, que lamenta por los servicios que tiene p restados Dª María Ana Sanz, que es una de las Directoras más meritorias por su discreta rectitud y sostenido celo en el ejercicio de su cargo, que viene desempeñando por espacio de muchos años». El Claustro de la Normal, un periódico de Pamplona, el Alcalde, envían telegramas, y también el gobernador civil: «creyendo interpretar deseos del claustro y población en general me permito rogar que no le sea aceptada». El no ser aceptada le «obliga a eterno agradecimiento y a un más celoso cumplimiento de los deberes». Más tarde, el Ayuntamiento de Pamplona, quiso dejar constancia del empeño puesto en la renovación pedagógica, en la formación de mujeres y en la difusión de la historia de Navarra, que dio su nombre a un Colegio Público de la ciudad, hoy el Centro Integrado de Formación Profesional María Ana Sanz.

## Obras
María Ana Sanz publicó muy poco de su producción escrita. Fueron numerosas las conferencias en congresos y reuniones de carácter histórico, educativo y social que pronunció, de las que se conservan los textos manuscritos. Y de los publicados, solo de algunos existen referencias concretas. Señalo los datos localizados:
- Sanz, María Ana: «Ecos del magisterio. Complétese la obra», El magisterio español, 3 de noviembre de 1903, pp. 490-491.
- España en América: conferencia dada a las alumnas de la Escuela Normal de Maestras de Navarra por la directora del centro Doña María Ana Sanz: curso de 1913 a 1914, Pamplona, Imprenta, Librería y Encuadernación de Nemesio Aramburu, 1914, 27 pp.
- «Cátedra de vascuence», Diario de Navarra, 9 de septiembre de 1916, p. 1.
- «Enseñanza de la mujer y sus especializaciones», II Congreso de Estudios Vascos, Editorial y Prensa, S.A., San Sebastián, 1920, pp. 71-80.
- «Sobre la guerra de Marruecos», s/e, 1921
- «El teatro de los niños», s/e, s/f,